# Drosophila exiguitata
Drosophila exiguitata este o specie de muște din genul Drosophila, familia Drosophilidae. A fost descrisă pentru prima dată de Takada, Momma și Hiroshi Shima în anul 1973. Conform Catalogue of Life specia Drosophila exiguitata nu are subspecii cunoscute.